# Норамарг
Норамарг (арм. Նորամարգ) — село в Араратской области Армении. Основано в 1989 году армянами-переселенцами из Азербайджана.

## География
Село расположено в западной части марза, на правом берегу реки Раздан, на расстоянии 12 километров к северо-западу от города Арташат, административного центра области. Абсолютная высота — 827 метров над уровнем моря.
Климат
Климат характеризуется как семиаридный (BSk в классификации климатов Кёппена). Среднегодовая температура воздуха составляет 12,7 °C. Средняя температура самого холодного месяца (января) составляет −2,6 °С, самого жаркого месяца (июля) — 26,3 °С. Расчётная многолетняя норма атмосферных осадков — 278 мм. Наибольшее количество осадков выпадает в мае (47 мм).

## История
В 1989 году посёлок имени Калинина становится местом размещения армянских беженцев из Азербайджана. До этого населённый пункт являлся местом компактного проживания курдов.

## Население
| Год переписи | Население          | Население          | Население          | Население            | Население            | Население            |
| Год переписи | Наличное население | Наличное население | Наличное население | Постоянное население | Постоянное население | Постоянное население |
| Год переписи | Всего              | Мужчины            | Женщины            | Всего                | Мужчины              | Женщины              |
| ------------ | ------------------ | ------------------ | ------------------ | -------------------- | -------------------- | -------------------- |
| 2001         | 1824               | 908                | 916                | 2003                 | 1006                 | 997                  |
| 2011         | 1963               | 947                | 1016               | 2069                 | 1016                 | 1053                 |

| Год  | Численность | Численность |
| ---- | ----------- | ----------- |
| 1831 | 85          | [ 10 ]      |
| 1873 | 183         | [ 10 ]      |
| 1897 | 234         | [ 11 ]      |
| 1926 | 40          | [ 11 ]      |
| 1959 | 318         | [ 11 ]      |
| 1970 | 741         | [ 11 ]      |
| 1979 | 1690        | [ 11 ]      |
| 1989 | 2784        | [ 12 ]      |
| 2001 | 2003        | [ 12 ]      |
| 2011 | 2069        | [ 13 ]      |